# Lijst van voetbalinterlands Jamaica - Nicaragua
Deze lijst van voetbalinterlands geeft een overzicht van alle officiële voetbalwedstrijden tussen de nationale teams van Jamaica en Nicaragua. De landen hebben tot op heden drie keer tegen elkaar gespeeld. De eerste ontmoeting, een kwalificatiewedstrijd voor het Wereldkampioenschap voetbal 2018, werd gespeeld in Kingston op 4 september 2015. Het laatste duel, een groepswedstrijd tijdens de CONCACAF Nations League 2024/25, vond plaats op 10 oktober 2024 in Managua.

## Wedstrijden
| № | Plaats   | Datum            | Competitie                      | Wedstrijd           | Uitslag |
| - | -------- | ---------------- | ------------------------------- | ------------------- | ------- |
| 1 | Kingston | 4 september 2015 | WK 2018 kwalificatie            | Jamaica − Nicaragua | 2 − 3   |
| 2 | Managua  | 8 september 2015 | WK 2018 kwalificatie            | Nicaragua − Jamaica | 0 − 2   |
| 3 | Managua  | 10 oktober 2024  | CONCACAF Nations League 2024/25 | Nicaragua − Jamaica | 0 − 2   |

## Samenvatting
| Competitie              | Totaal gespeeld | Winst Jamaica | Gelijk | Winst Nicaragua | Doelsaldo Jamaica – Nicaragua |
| ----------------------- | --------------- | ------------- | ------ | --------------- | ----------------------------- |
| WK-kwalificatie         | 2               | 1             | 0      | 1               | 4 − 3                         |
| CONCACAF Nations League | 1               | 1             | 0      | 0               | 2 − 0                         |
| Totaal                  | 3               | 2             | 0      | 1               | 6 − 3                         |

JFF · A-internationals · Bondscoaches · Selecties · Statistieken · Jamaicaans vrouwenelftal · Olympisch elftal · Jamaica U21 · Jamaica U19 · Jamaica U17
1920 – 1959 · 
1960 – 1969 · 
1970 – 1979 · 
1980 – 1989 · 
1990 – 1999 · 
2000 – 2009 · 
2010 – 2019 · 
2020 – 2029
Gold Cup 1991 · 
Gold Cup 1993 · 
Gold Cup 1998 · 
Gold Cup 2000 · 
Gold Cup 2003 · 
Gold Cup 2005 · 
Gold Cup 2009 · 
Gold Cup 2011 · 
Gold Cup 2015
Copa América 2015
WK 1998
1925 · 
1926 · 
1927–1929 · 
1930 · 
1931 · 
1932 · 
1933–1934 · 
1935 · 
1936 · 
1937 · 
1938 · 
1939–1946 · 
1947 · 
1948 · 
1949 · 
1950 · 
1951 · 
1952 · 
1953 · 
1954–1956 · 
1957 · 
1958 · 
1959 · 
1960 · 
1961 · 
1962 · 
1963 · 
1964 · 
1965 · 
1966 · 
1967 · 
1968 · 
1969 · 
1970 · 
1971 · 
1972 · 
1973 · 
1974 · 
1975 · 
1976 · 
1977 · 
1978 · 
1979 · 
1980 · 
1981 · 
1982 · 
1983 · 
1984 · 
1985 · 
1986 · 
1987 · 
1988 · 
1989 · 
1990 · 
1991 · 
1992 · 
1993 · 
1994 · 
1995 · 
1996 · 
1997 · 
1998 · 
1999 · 
2000 · 
2001 · 
2002 · 
2003 · 
2004 · 
2005 · 
2006 · 
2007 · 
2008 · 
2009 · 
2010 · 
2011 · 
2012 · 
2013 · 
2014 · 
2015 · 
2016 ·
2017 ·
2018 ·
2019 ·
2020 ·
2021 ·
2022 ·
2023 ·
2024
Amerikaanse Maagdeneilanden ·
Antigua en Barbuda ·
Argentinië ·
Aruba ·
Australië ·
Bahama's ·
Barbados ·
Bermuda ·
Bolivia ·
Brazilië ·
Britse Maagdeneilanden ·
Bulgarije ·
Canada ·
Chili ·
China ·
Colombia ·
Costa Rica ·
Cuba ·
Curaçao ·
Dominica ·
Dominicaanse Republiek ·
Ecuador ·
Egypte ·
El Salvador ·
Engeland ·
Frankrijk ·
Ghana ·
Grenada ·
Guatemala ·
Guyana ·
Haïti ·
Honduras ·
Ierland ·
India ·
Indonesië ·
Iran ·
Japan ·
Jordanië ·
Kaaimaneilanden ·
Kameroen ·
Kroatië ·
Maleisië ·
Marokko ·
Mexico ·
Nederlandse Antillen ·
Nicaragua ·
Nieuw-Zeeland ·
Nigeria ·
Noord-Macedonië ·
Noorwegen ·
Panama ·
Paraguay ·
Peru ·
Puerto Rico ·
Qatar ·
Saint Kitts en Nevis ·
Saint Lucia ·
Saint Vincent en de Grenadines ·
Saoedi-Arabië ·
Servië ·
Suriname ·
Trinidad en Tobago ·
Uruguay ·
Venezuela ·
Verenigde Staten ·
Vietnam ·
Wales ·
Zambia ·
Zuid-Afrika ·
Zuid-Korea ·
Zweden ·
Zwitserland
FNF · 
A-internationals · 
Nicaraguaans vrouwenelftal
Anguilla ·
Argentinië ·
Bahama's ·
Barbados ·
Belize ·
Bermuda ·
Bolivia ·
Colombia ·
Costa Rica ·
Cuba ·
Curaçao ·
Dominica ·
Dominicaanse Republiek ·
El Salvador ·
Ghana ·
Guatemala ·
Haïti ·
Honduras ·
Iran ·
Jamaica ·
Kaaimaneilanden ·
Mexico ·
Montserrat ·
Nederlandse Antillen ·
Panama ·
Paraguay ·
Peru ·
Puerto Rico ·
Saint Kitts en Nevis ·
Saint Vincent en de Grenadines ·
Suriname ·
Trinidad en Tobago ·
Turks- en Caicoseilanden ·
Uruguay ·
Venezuela ·
Verenigde Staten